# I Never Loved a Man the Way I Love You
I Never Loved a Man the Way I Love You è il nono album della cantante soul statunitense Aretha Franklin, pubblicato nel 1967 dalla Atlantic Records.
Dopo una serie di album di standard jazz pubblicati sotto etichetta Columbia e di scarso successo commerciale, Aretha Franklin sottoscrive un contratto con la Atlantic pubblicando questo primo album che segna una svolta nel suo stile musicale, raggiungendo il secondo posto nella classifica Billboard 200 e rivelando le doti vocali dell'artista al grande pubblico internazionale. Merito di questa significativa svolta artistica fu dell'arrangiatore Jerry Wexler, che aveva già plasmato le carriere di Ray Charles e Otis Redding e coniato il termine rhythm and blues; per primo intuì il potenziale della cantante, che fino a quel momento si era lasciata guidare dalle scelte dell'allora marito Ted White.
L'album è stato inserito al tredicesimo posto nella classifica dei 500 album migliori della storia stilata dalla rivista Rolling Stone.

## Tracce
1. Respect (Otis Redding)
2. Drown in My Own Tears (Henry Glover)
3. I Never Loved a Man (The Way I Love You) (Ronny Shannon)
4. Soul Serenade (Curtis Ousley, Luther Dixon)
5. Don't Let Me Lose This Dream (Aretha Franklin, Ted White)
6. Baby, Baby, Baby (A. Franklin, Carolyn Franklin)
7. Dr. Feelgood (Love Is a Serious Business) (A. Franklin, White)
8. Good Times (Sam Cooke)
9. Do Right Woman, Do Right Man (Dan Penn, Chips Moman)
10. Save Me (Ousley, A. Franklin, C. Franklin)
11. A Change Is Gonna Come (Cooke)